# Přední Výtoň
Přední Výtoň es una localidad del distrito de Český Krumlov en la región de Bohemia Meridional, República Checa, con una población estimada a principio del año 2018 de 237 habitantes. 
Se encuentra ubicada en al sur de la región, en la zona de la selva de Bohemia, al sur de la ciudad de Praga, de la orilla del río Moldava —el más largo del país, afluente del río Elba— y al norte de la frontera con Austria.